# NGC 3287
NGC 3287 في الفهرس العام الجديد، هي مجرة، تقع في كوكبة الأسد. اكتشفت في 1 يناير 1862 بواسطة هاينريش لويس دريست.

## روابط خارجية
- NGC 3287 على موقع ويكي سكاي: DSS2, SDSS, GALEX, IRAS, Hydrogen α, X-Ray, Astrophoto, Sky Map, Articles and images